# Brillepingviner
Brillepingviner er en dokumentarfilm instrueret af Hakon Mielche.

## Handling
På pingvinøen Dassen Island i Sydafrika findes 4 mio. brillepingviner, også kaldet sortfodede pingviner. De befinder sig overvejende til søs, langt ude i havet, men de er altid i stand til at finde tilbage til denne lille plet i verdenshavet, ja endog til samme rugeplads, hvor de år efter år yngler med den samme mage.